# Avvakum
Avvakum Petrovič (in russo Авваку́м Петровіч?; Grigorovo, 20 novembre 1621 – Pustozеrsk, 14 aprile 1682) è stato un religioso e scrittore russo.
Arciprete della Cattedrale di Kazan', guidò il movimento di opposizione alle Riforme ecclesiastiche volute dal patriarca Nikon. È venerato come santo dai Vecchi credenti. La sua autobiografia e le lettere allo zar, a Feodosija Prokof'evna Morozova e ad altri aderenti al Raskol, sono considerati capolavori della letteratura russa del XVII secolo.

## Biografia
Nato in un piccolo villaggio della diocesi di Nižnij Novgorod, figlio di un pop di campagna che, smesso l'abito talare, non disdegnava le abitudini del volgo, e di una pia donna di nome Marija, Avvakum rimase orfano di padre all'età di dodici anni. Scelta fin da giovane la carriera sacerdotale si sposò all'età di 17 anni con una ragazza del proprio villaggio, anch'essa orfana, dal nome Anastasija Markovna. A ventun anni fu ordinato diacono, a ventidue prete del paese di Lopatišči dove, nel 1652, sarà ordinato Arciprete.
Alle prese con numerosi problemi con i propri fedeli, che tentarono più volte di linciarlo per la sua intransigenza, Avvakum fuggì per due volte a Mosca dove entrò in contatto, grazie al proprio padre spirituale Ivan Neronov, con la Confraternita degli Zelatori della Pietà, che lo accolsero quale membro.
A partire dal 1652 Nikon, diventato Patriarca della Chiesa ortodossa russa grazie anche all'appoggio dell'organizzazione, iniziò a stilare una vasta serie di riforme nella liturgia e nella teologia russe. Tali riforme avevano lo scopo di far tornare la Chiesa russa in aderenza coi precetti delle altre Chiese dell'Europa orientale. Avvakum, insieme ad altri, religiosi e non, interpretarono le modificazioni introdotte alla stregua di corruzione dei dettami della "vera Chiesa di Dio". A chi gli contestava che tutte le altre Chiese orientali avevano formule liturgiche e teologiche corrispondenti ai precetti provenienti da Costantinopoli, Avvakum ribadiva che la caduta della capitale dell'Impero bizantino nelle mani dei Turchi non poteva che considerarsi una punizione divina per l'utilizzo di tali empi ed eretici costumi religiosi.
A causa della sua strenua opposizione alle Riforme Avvakum fu ripetutamente imprigionato e infine ucciso sul rogo a Pustozеrsk, dove si trovava in esilio per ordine dello zar. Il punto dove fu arso è oggi circondato da innumerevoli croci di legno intagliate. L'autobiografia di Avvakum, pietra miliare della letteratura russa seicentesca, racconta le fatiche e le umiliazioni a cui il religioso fu sottoposto durante gli anni dell'esilio e della prigionia nell'estremo oriente russo, la storia della sua amicizia e la successiva rottura dei rapporti con lo zar Alessio, le sue pratiche di esorcista e la sua sconfinata ammirazione per la natura e il Creato.

## Opere
- Avvakum, Vita dell'Arciprete Avvakum scritta da lui stesso, a cura di Pia Pera, Milano, Adelphi, 1986, ISBN 88-459-0208-0.